# Takashi Inui
Takashi Inui (乾 貴士, Inui Takashi) , né le 2 juin 1988 à Ōmihachiman, dans la préfecture de Shiga, est un footballeur international japonais évoluant au poste de milieu gauche au Shimizu S-Pulse.

## Biographie

### Carrière en club

#### Débuts et révélation au Japon (2007-2011)
Takashi Inui signe son premier contrat professionnel au Yokohama F. Marinos en 2007, et ce dès sa sortie du lycée, c'est-à-dire sans passer par une équipe universitaire. Sa première saison n'est pas une réussite, il n'arrive pas à s'imposer. La saison suivante, il part donc en prêt s'aguerrir au Cerezo Osaka qui évolue en deuxième division. Il y convainc son entraîneur et les dirigeants de l'engager. 
En 2009, il s'impose comme un titulaire incontestable, marque 20 buts et forme un duo spectaculaire avec Shinji Kagawa à la pointe de l'attaque. Le Cerezo Osaka réalise une superbe saison en terminant à la deuxième place du championnat et remonte ainsi en première division avec le Vegalta Sendai et Shonan Bellmare.
Takashi Inui découvre donc le plus haut niveau japonais à 20 ans comme titulaire et avec un statut d'international A. Le Cerezo continue sur sa lancée et réalise une saison incroyable malgré le départ de Kagawa en Allemagne à la mi-saison. Contre toute attente, ils terminent troisièmes de J-League et se qualifient donc en Ligue des champions de l'AFC. Inui réalise une nouvelle saison pleine, malgré des statistiques un peu moins flatteuses.
Pour la saison 2011, le début de championnat est très poussif, mais il dispute la Ligue des champions et atteint les quarts de finale de la compétition après avoir notamment éliminé le rival du Gamba Osaka en huitièmes de finale.

#### Départ pour l'Europe (2011-2021)
Après Kagawa, Inui est également transféré en Allemagne mais ne découvre d'abord que la 2. Bundesliga avec le VfL Bochum. Après une saison, il attire l'attention de l'Eintracht Francfort qui vient d'accéder à l'élite et y est transféré durant l'été 2012 pour jouer en 1. Bundesliga. À l'image de l'équipe de Francfort en général, il est une des bonnes surprises de la saison et s'avère être un bon recrutement pour les promus.
Après trois saisons passées à l'Eintracht Francfort, il signe le 26 août 2015 à la SD Eibar.
La coupe du monde 2018 est un succès pour l'équipe du Japon où Inui et ses coéquipiers font un parcours remarquable où ils sont éliminés par la Belgique en huitièmes de finale. 
Le 1er juin 2018, il signe avec le Betis Séville. Malheureusement le début de l'aventure tourne mal pour Takeshi, entre performances en baisse et manque de temps de jeu, il est contraint de rejoindre un autre club en prêt.
Le 24 janvier 2019, il est prêté pour le reste de la saison au Deportivo Alavés.
Inui retourne à la SD Eibar à l'été 2019.

#### Retour au Japon (2021)
Après avoir passé près d'une décennie à jouer en Europe, Takashi Inui, libre de tout contrat depuis le 1er juillet 2021 retrouve le football japonais en signant dans son ancien club du Cerezo Osaka, le 31 août 2021. Le 8 septembre 2021, il fait son grand retour en J.League, en entrant à la mi-temps d'un match, face au Consadole Sapporo, au cours duquel il délivre une passe décisive pour le but du 0-3 inscrit par Yoshito Ōkubo.
Le 2 avril 2022, il inscrit un doublé contre le Kawasaki Frontale, contribuant ainsi largement à la victoire des siens (1-4) sur la pelouse du champion du Japon en titre. Le 5 avril, lors du match suivant face au Kashiwa Reysol (défaite 0-1) , il proteste contre la décision de l'entraîneur Akio Kogiku (en) de le remplacer à la 62e minute et refuse de lui serrer la main. Le lendemain, le Cerezo Osaka décide d'une sanction temporaire contre Inui en lui interdisant l'accès au camp d'entraînement du club et de participer au prochain match face au Vissel Kobe (victoire 0-1) le 10 avril. Le 13 avril, le président du Cerezo Osaka, Hiroaki Morishima, s'exprime sur l'incident pour la première fois en déclarant : « Je prends la discipline au sérieux ». Le jour même, Takashi Inui est encore une fois absent de l'effectif du club, qui dispute un match de J.League Cup face aux Antlers de Kashima (défaite 1-3). Le lendemain, le Cerezo Osaka décide de suspendre Inui pour les six prochains matchs afin de le punir de son comportement. Après le dernier match de suspension, Inui ne reprend pas l'entraînement et le, 9 juin, il décide de résilier son contrat d'un commun accord avec le club. Dans la foulée, il signe un nouveau contrat avec le Shimizu S-Pulse le 22 juillet. 

### Sélection nationale
Auteurs d'une bonne saison 2009, les performances des deux feux follets du Cerezo Kagawa et Inui ne passent pas inaperçues. Le sélectionneur national, Takeshi Okada convoque Inui pour la première fois en équipe nationale du Japon. Il honore sa première sélection contre le Yémen le 20 janvier 2009, match comptant pour les éliminatoires de la Coupe d'Asie 2011. Un an plus tard, le 6 janvier 2010, lors d'une nouvelle rencontre contre le Yémen, il délivre sa première passe décisive en équipe nationale (pour le but égalisateur de Sōta Hirayama, qui réalise un triplé ce jour-là), après être entré sur le terrain à la mi-temps. 
Cependant, Alberto Zaccheroni ne le sélectionne ni pour la Coupe d'Asie des nations 2011 (que le Japon remporte), ni pour la Coupe du monde 2014. En revanche, le sélectionneur le prend à la Coupe des confédérations 2013, où il joue deux minutes face au Brésil.
Le 14 novembre 2014, lors d'un match amical contre le Honduras, au Toyota Stadium, il inscrit son premier but en équipe nationale, puis un deuxième,. 
Inui joue lors de la Coupe d'Asie des nations 2015 (il délivre notamment une passe décisive à Yasuhito Endō pour l'ouverture du score face à la Palestine, lors du premier match du Groupe D) mais son équipe est éliminée en quart de finale par les Émirats arabes unis aux tirs au but.
L’entraîneur Akira Nishino le sélectionne pour participer à la Coupe du monde 2018. Peu avant le tournoi, Inui met son équipe en confiance en marquant deux buts en douze minutes lors d'un match de préparation face au Paraguay (score final : 4-2),. En Russie, il se fait remarquer face au Sénégal en inscrivant un but, puis en manquant de peu de prendre l'avantage en tirant sur la barre transversale, et enfin en délivrant une passe décisive pour Keisuke Honda. Le match se finit sur le score de 2-2 et annonce une route difficile vers les huitièmes de finale. Finalement, le Japon se qualifie grâce au fair-play, bien qu'Inui ait écopé d'un carton jaune lors de la rencontre face au Sénégal. Arrivé en huitièmes face à la Belgique, Inui inscrit le but du 2-0, mais son équipe est ensuite rattrapée par trois buts belges et est donc éliminée du tournoi. Avec deux buts et une passe décisive, Inui est le meilleur buteur du Japon à cette Coupe du monde.
Initialement non-retenu pour participer à la Coupe d'Asie 2019, le sélectionneur du Japon, Hajime Moriyasu, finit par le convoquer le 5 janvier 2019 - jour du lancement de la compétition - pour pallier la blessure de Shoya Nakajima, forfait,. Il échoit à cette occasion de son numéro 10. Sur le banc lors de l'intégralité des deux premiers matchs de poule (face au Turkménistan et au sultanat d'Oman), il est titulaire lors de la dernière rencontre face à l'Ouzbékistan, qui fait office de bataille pour la première place du groupe F. Il est remplacé par Genki Haraguchi à la 81e minute et retrouve une place de remplaçant pour le reste de la compétition. Il ne dispute pas le huitième de finale contre l'Arabie saoudite (victoire 1-0) et la demi-finale contre l'Iran (victoire 0-3), mais entre à la 79e minute du quart de finale contre le Viêt Nam (victoire 0-1) et à la 89e minute de la finale contre le Qatar (défaite 1-3). 

## Statistiques détaillées

### Buts internationaux
| 0     | Date                                                                                      | Lieu                                                                                      | Compétition                                                                               | Résultat                                                                                  | Adversaire                                                                                | Détail                                                                                    | Détail                                                                                    | Détail                                                                                    | Sél.                                                                                      |
| ----- | ----------------------------------------------------------------------------------------- | ----------------------------------------------------------------------------------------- | ----------------------------------------------------------------------------------------- | ----------------------------------------------------------------------------------------- | ----------------------------------------------------------------------------------------- | ----------------------------------------------------------------------------------------- | ----------------------------------------------------------------------------------------- | ----------------------------------------------------------------------------------------- | ----------------------------------------------------------------------------------------- |
| 1er   | 14 novembre 2014                                                                          | Stade Toyota, Toyota, Japon                                                               | Match amical                                                                              | V 6-0                                                                                     | Honduras                                                                                  | 47e                                                                                       | du pied droit                                                                             | 4-0                                                                                       | 13e                                                                                       |
| 2e    | 14 novembre 2014                                                                          | Stade Toyota, Toyota, Japon                                                               | Match amical                                                                              | V 6-0                                                                                     | Honduras                                                                                  | 74e                                                                                       | du pied droit                                                                             | 6-0                                                                                       | 13e                                                                                       |
| 3e    | 12 juin 2018                                                                              | Tivoli Stadion Tirol, Innsbruck, Autriche                                                 | Match amical                                                                              | V 4-2                                                                                     | Paraguay                                                                                  | 51e                                                                                       | du pied droit                                                                             | 1-1                                                                                       | 27e                                                                                       |
| 4e    | 12 juin 2018                                                                              | Tivoli Stadion Tirol, Innsbruck, Autriche                                                 | Match amical                                                                              | V 4-2                                                                                     | Paraguay                                                                                  | 63e                                                                                       | du pied droit                                                                             | 2-1                                                                                       | 27e                                                                                       |
| 5e    | 24 juin 2018                                                                              | Iekaterinbourg Arena, Iekaterinbourg, Russie                                              | Premier tour de la Coupe du monde 2018                                                    | N 2-2                                                                                     | Sénégal                                                                                   | 34e                                                                                       | du pied droit                                                                             | 1-1                                                                                       | 29e                                                                                       |
| 6e    | 2 juillet 2018                                                                            | Rostov Arena, Rostov-sur-le-Don, Russie                                                   | Huitième de finale de la Coupe du monde 2018                                              | P 3-2                                                                                     | Belgique                                                                                  | 52e                                                                                       | du pied droit                                                                             | 0-2                                                                                       | 31e                                                                                       |
| Total | 6 buts (tous du pied droit) en 36 sélections entre le 20 janvier 2009 et le 26 mars 2019. | 6 buts (tous du pied droit) en 36 sélections entre le 20 janvier 2009 et le 26 mars 2019. | 6 buts (tous du pied droit) en 36 sélections entre le 20 janvier 2009 et le 26 mars 2019. | 6 buts (tous du pied droit) en 36 sélections entre le 20 janvier 2009 et le 26 mars 2019. | 6 buts (tous du pied droit) en 36 sélections entre le 20 janvier 2009 et le 26 mars 2019. | 6 buts (tous du pied droit) en 36 sélections entre le 20 janvier 2009 et le 26 mars 2019. | 6 buts (tous du pied droit) en 36 sélections entre le 20 janvier 2009 et le 26 mars 2019. | 6 buts (tous du pied droit) en 36 sélections entre le 20 janvier 2009 et le 26 mars 2019. | 6 buts (tous du pied droit) en 36 sélections entre le 20 janvier 2009 et le 26 mars 2019. |